# Amtsgericht Achern

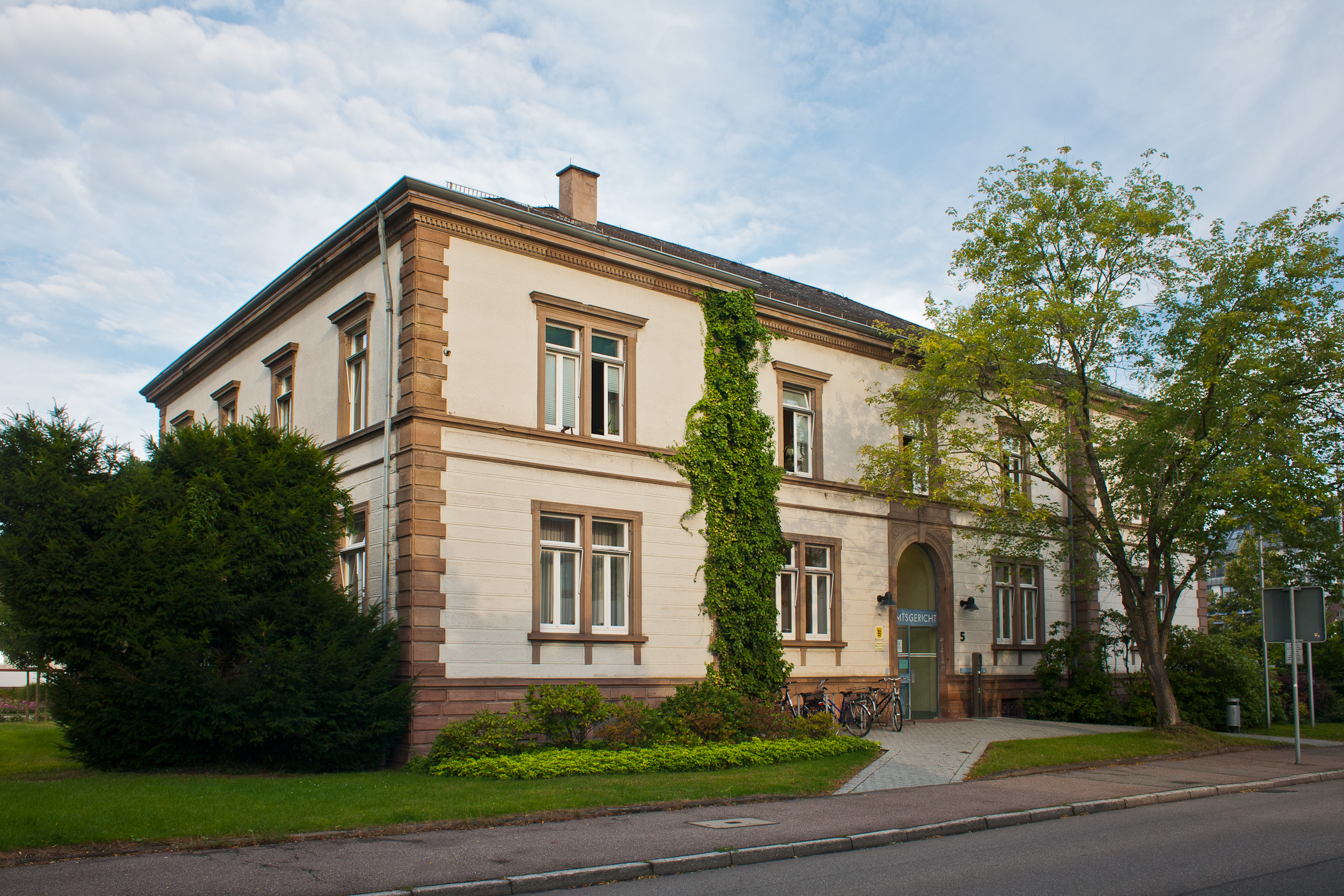
Gerichtsgebäude

Das Amtsgericht Achern ist eines von fünf Amtsgerichten im Bezirk des Landgerichts Baden-Baden. Die Amtsgerichte gehören zur ordentlichen Gerichtsbarkeit.

## Gerichtsbezirk
Örtlich zuständig ist das Amtsgericht Achern für die Stadt Achern sowie die Gemeinden Kappelrodeck, Lauf, Ottenhöfen, Sasbach, Sasbachwalden und Seebach. Im Gerichtsbezirk leben ca. 48.100 Einwohner (Stand: 31. Dezember 2018).

## Zuständigkeit
Das Amtsgericht nimmt die ihm nach dem Gerichtsverfassungsgesetz zugewiesenen Aufgaben in der Zivil- und Strafrechtspflege wahr. Für Mahnverfahren hat das Bundesland Baden-Württemberg das Amtsgericht Stuttgart als Zentrales Mahngericht bestimmt.

## Gerichtsgebäude
Das Gericht ist im Gebäude Allerheiligenstraße 5 untergebracht, das von seinem Bau 1883 bis 1924 Sitz des großherzoglich badischen Bezirksamts Achern war.

## Instanzenzug
Dem Amtsgericht übergeordnet sind in dieser Reihenfolge das Landgericht Baden-Baden, das Oberlandesgericht Karlsruhe und der Bundesgerichtshof.

## Bekannte Richter
- Rhona Fetzer, (* 1963), seit 2009 Richterin am Bundesgerichtshof